# Stenogyne oxygona
Stenogyne oxygona är en kransblommig växtart som beskrevs av Otto Degener och Earl Edward Sherff. Stenogyne oxygona ingår i släktet Stenogyne och familjen kransblommiga växter. Inga underarter finns listade i Catalogue of Life.